# Cantonul Verneuil-sur-Avre
Cantonul Verneuil-sur-Avre este un canton din arondismentul Évreux, departamentul Eure, regiunea Haute-Normandie, Franța.

## Comune
| Comune                    | Populație (1999) | Cod poștal | Cod INSEE |
| ------------------------- | ---------------- | ---------- | --------- |
| Armentières-sur-Avre      | 163              | 27820      | 27019     |
| Bâlines                   | 407              | 27130      | 27036     |
| Les Barils                | 164              | 27130      | 27038     |
| Bourth                    | 1 124            | 27580      | 27108     |
| Chennebrun                | 115              | 27820      | 27155     |
| Courteilles               | 165              | 27130      | 27182     |
| Gournay-le-Guérin         | 138              | 27580      | 27291     |
| Mandres                   | 342              | 27130      | 27383     |
| Piseux                    | 536              | 27130      | 27457     |
| Pullay                    | 353              | 27130      | 27481     |
| Saint-Christophe-sur-Avre | 151              | 27820      | 27521     |
| Saint-Victor-sur-Avre     | 69               | 27130      | 27610     |
| Tillières-sur-Avre        | 1 179            | 27570      | 27643     |
| Verneuil-sur-Avre         | 6 619            | 27130      | 27679     |